# كأس الكونفيدرالية الإفريقية 2010
انطلقت يوم الجمعة الموافق 12 فبراير، 2010 النسخة السادسة والثلاثون من بطولة كأس الاتحاد الكونفدرالي الأفريقي لكرة القدم للأندية التي يتأهل بطلها لمباراة السوبر الأفريقية لملاقاة بطل دوري أبطال أفريقيا 2010. ويشارك في كأس الاتحاد الكونفدرالي هذا العام اثنين وخمسون نادياً من مختلف دول القارة الإفريقية. تم إعفاء أفضل إثني عشر ناديا من خوض الدور التمهيدي وهم الجيش الملكي المغربي - الصفاقسي التونسي - زيسكو يونايتد الزامبي - الملعب المالي - إنيمبا النيجيري - فيتا كينشاسا الزائيري - أول اغسطس الأنغولي - كوتون سبورت الكاميروني - حرس الحدود مصر - سيمبا التنزاني - النجم الساحلي التونسي - أف.سي.105 الجابوني. بينما يخوض الأربعين ناديًا الباقون الدور التمهيدي، ويتأهل منهم عشرون ناديًا ينضمون للفرق الإثني عشر المعفاة لخوض دور الإثنين وثلاثين كما يلي:-

## الدور التمهيدي
- إذا تعادل فريقان في مجموع اللقائين تطبق قاعدة الهدف الاعتباري فإذا تعادلا تؤخذ ركلات الترجيح مباشرة دون اللجوء إلي الوقت الإضافي.
- الأندية المتأهلة إلي دور الإثنين وثلاثين تظهر بالخط العريض.[1]
- الذهاب أحد أيام 12 - 13 - 14 فبراير 2010، الإياب أحد أيام 26 - 27 - 28 فبراير 2010

| الفريق الأول                 | إجم.                                    | الفريق الثاني               | مباراة الذهاب | مباراة الإياب |
| ---------------------------- | --------------------------------------- | --------------------------- | ------------- | ------------- |
| نادي كابس يونايتد            | 1–1 (8–7 ركلات جزاء ترجيحية (كرة قدم))  | Mbabane Highlanders         | 1–0           | 0–1           |
| نادي بومبليموس               | 1–5                                     | موروكا سوالوز               | 1–2           | 0–3           |
| نادي أتلتيكو أولمبيك         | 1–2                                     | واري وولفز                  | 1–1           | 0–1           |
| نادي الترسانة (ليبيا)        | 2–3                                     | شباب بلوزداد                | 1–1           | 1–2           |
| ATRACO FC                    | 2–2 (9–10 ركلات جزاء ترجيحية (كرة قدم)) | الأمل عطبرة                 | 2–0           | 0–2           |
| دي سي كوستا دو سول           | 5–1                                     | UF Santos ‏                  | 2–0           | 3–1           |
| نادي كوتون تشاد ‏             | 0–2                                     | النادي الأهلي (طرابلس)      | 0–0           | 0–2           |
| Miembeni                     | 2–4                                     | نادي بتروجيت                | 2–2           | 0–2           |
| نادي ناكيفوبو فيلا           | مرشح أوحد                               | الخرطوم الوطني              | 2             |               |
| سيوي سبورت دي سان بيدرو      | 3–1                                     | USFA                        | 2–1           | 1–0           |
| Benfica                      | 2–3                                     | Baraka                      | 0–0           | 2–3           |
| نادي دياراف                  | 2–3                                     | نادي الفتح الرياضي (المغرب) | 2–1           | 0–2           |
| بطولة ساو توميه وبرينسيب1    | مرشح أوحد                               | Académica do Soyo ‏          |               |               |
| Panthère Sportive du Ndé FC ‏ | مرشح أوحد                               | دوري بنين الممتاز1          |               |               |
| Central Parade ‏              | 0–4                                     | سيركل أولمبيك باماكو        | 0–0           | 0–4           |
| Dragón                       | 2–7                                     | إيه سي ليوباردز             | 2–3           | 0–4           |
| AFC Leopards                 | 3–4                                     | Banks                       | 3–1           | 0–3           |
| Lengthens                    | 2–1                                     | نادي أديما                  | 2–1           | 0–0           |
| موتيما بيمبي                 | 4–1                                     | Anges de Fatima             | 3–0           | 1–1           |
| ASFAN                        | 3–2                                     | Issia Wazi FC               | 2–0           | 1–2           |

## دور الإثنين وثلاثين
- إذا تعادل فريقان في مجموع اللقائين تطبق قاعدة الهدف الاعتباري فإذا تعادلا تؤخذ ركلات الترجيح مباشرة دون اللجوء إلي الوقت الإضافي.
- الأندية المتأهلة إلي دور الستة عشر تظهر بالخط العريض.
- الذهاب أحد أيام 19 - 20 - 21 مارس 2010، الإياب أحد أيام 2 - 3 - 4 إبريل 2010

| الفريق الأول                 | إجم.                                   | الفريق الثاني               | مباراة الذهاب | مباراة الإياب |
| ---------------------------- | -------------------------------------- | --------------------------- | ------------- | ------------- |
| نادي كابس يونايتد            | 2–1                                    | موروكا سوالوز               | 1–1           | 1–0           |
| واري وولفز                   | 3–2                                    | نادي زيسكو يونايتد          | 3–0           | 0–2           |
| شباب بلوزداد                 | 2–1                                    | نادي الجيش الملكي           | 1–0           | 1–1           |
| الأمل عطبرة                  | 6–5                                    | دي سي كوستا دو سول          | 4–2           | 2–3           |
| النادي الأهلي (طرابلس)       | 0–1                                    | النادي الرياضي الصفاقسي     | 0–0           | 0–1           |
| نادي بتروجيت                 | 5–1                                    | الخرطوم الوطني              | 3–0           | 2–1           |
| سيوي سبورت دي سان بيدرو      | 2–2 (3–4 ركلات جزاء ترجيحية (كرة قدم)) | الملعب المالي               | 2–0           | 0–2           |
| Baraka                       | 0–1                                    | نادي الفتح الرياضي (المغرب) | 0–0           | 0–1           |
| Académica do Soyo ‏           | 2–3                                    | نادي إنييمبا إنترناشونال    | 2–0           | 0–3           |
| Panthère Sportive du Ndé FC ‏ | 3–4                                    | نادي فيتا                   | 1–1           | 2–3           |
| سيركل أولمبيك باماكو         | 0–3                                    | نادي بريميرو دي أغوستو      | 0–0           | 0–3           |
| إيه سي ليوباردز              | 3–3 (قانون أهداف خارج الديار)          | نادي القطن                  | 3–1           | 0–2           |
| Banks                        | 1–6                                    | نادي حرس الحدود             | 1–1           | 0–5           |
| Lengthens                    | 1–5                                    | نادي سيمبا                  | 0–3           | 1–2           |
| موتيما بيمبي                 | 1–0                                    | نادي ليبرفيل                | 0–0           | 1–0           |
| ASFAN                        | 2–2 (قانون أهداف خارج الديار)          | النجم الرياضي الساحلي       | 1–0           | 1–2           |

## دور الـ16 الأول
- إذا تعادل فريقان في مجموع اللقائين تطبق قاعدة الهدف الاعتباري فإذا تعادلا تؤخذ ركلات الترجيح مباشرة دون اللجوء إلي الوقت الإضافي.
- الأندية المتأهلة إلي دور الستة عشر المكرر تظهر بالخط العريض.
- الذهاب أحد أيام 23 - 24 - 25 إبريل 2010، الإياب أحد أيام 7 - 8 - 9 مايو 2010

| الفريق الأول                | إجم.                                   | الفريق الثاني            | مباراة الذهاب | مباراة الإياب |
| --------------------------- | -------------------------------------- | ------------------------ | ------------- | ------------- |
| واري وولفز                  | 2–3                                    | نادي كابس يونايتد        | 2–1           | 0–2           |
| الأمل عطبرة                 | 1–2                                    | شباب بلوزداد             | 1–0           | 0–2           |
| نادي بتروجيت                | 1–2                                    | النادي الرياضي الصفاقسي  | 1–1           | 0–1           |
| نادي الفتح الرياضي (المغرب) | 2–0                                    | الملعب المالي            | 2–0           | 0–0           |
| نادي فيتا                   | 3–3 (4–5 ركلات جزاء ترجيحية (كرة قدم)) | نادي إنييمبا إنترناشونال | 3–0           | 0–3           |
| نادي القطن                  | 1–2                                    | نادي بريميرو دي أغوستو   | 1–2           | 0–0           |
| نادي سيمبا                  | 3–6                                    | نادي حرس الحدود          | 2–1           | 1–5           |
| ASFAN                       | 1–0                                    | موتيما بيمبي             | 1–0           | 0–0           |

## دور الـ16 الثاني (مباراة فاصلة لمرحلة المجموعات)
- تلتقي في هذا الدور الأندية الثمانية المتأهلة من دور الستة عشر لهذة البطولة مع الأندية الثمانية الخاسرة في دور الستة عشر لبطولة 
 دوري أبطال أفريقيا 2010.
- لقاءات الإياب لهذا الدور علي ملاعب الأندية المتأهلة من دور ال 16 لهذة البطولة تسبقها لقاءات الذهاب علي ملاعب الأندية الخاسرة 
 من دور ال 16 لدوري الأبطال وهذة الميزة يمنحها الكاف للأندية المشاركة في هذة البطولة من بدايتها.
- إذا تعادل فريقان في مجموع اللقائين تطبق قاعدة الهدف الاعتباري فإذا تعادلا تؤخذ ركلات الترجيح مباشرة دون اللجوء إلي الوقت الإضافي.
- الأندية المتأهلة إلي دوري الثمانية تظهر بالخط العريض.

| الفريق الأول          | إجم.    | الفريق الثاني               | مباراة الذهاب | مباراة الإياب |
| --------------------- | ------- | --------------------------- | ------------- | ------------- |
| نادي الاتحاد (ليبيا)  | 3–2     | نادي بريميرو دي أغوستو      | 2–0           | 1–2           |
| نادي الهلال (السودان) | 8–1     | نادي كابس يونايتد           | 5–0           | 3–1           |
| نادي المريخ           | 3–4     | ASFAN                       | 2–2           | 1–2           |
| بترو إتليتيكو         | 1–3     | النادي الرياضي الصفاقسي     | 0–0           | 1–3           |
| نادي زاناكو           | 4–2     | نادي إنييمبا إنترناشونال    | 4–0           | 0–2           |
| Gaborone United       | 2–8     | نادي حرس الحدود             | 1–0           | 1–8           |
| سوبر سبورت يونايتد    | 2–2 (ق) | نادي الفتح الرياضي (المغرب) | 2–1           | 0–1           |
| نادي دجوليبا          | 1–1 (ق) | شباب بلوزداد                | 0–0           | 1–1           |

## دور المجموعات
- تدخل الأندية الثمانية المتأهلة من دور الستة عشر المكرر إلي دور الجموعات كل بحسب مجموعتة التي حددتها قرعة الأدوار النهائية.
- يلعب كل فريق مع فرق مجوعتة الثلاث الأخرى ستة مباريات بنظام الذهاب والإياب علي ستة مراحل تلعب مباراتين في كل مرحلة.
- يحصل الفائز علي ثلاث نقاط والمتعادل علي نقطة واحدة بينما لا يحصل الخاسر علي أية نقاط.
- بعد نهاية الجولات الست يكون كل فريق قد لعب ست مواجهات مع فرق مجموعتة ذهابا وإيابا. يتم ترتيب المجموعتين بحسب عدد النقاط. فإذا تساوي فريقين أو أكثر في عدد النقاط يتم الاحتكام للمواجهات المباشرة بين الفرق المتساوية أولا قبل الاحتكام إلي فارق الأهداف.
- يتأهل بطل ووصيف كل مجموعة إلي الدور قبل النهائي حيث يلتقي بطل كل مجموعة مع وصيف الأخرى بحيث يكون
 إياب نصف النهائي علي ملعبي بطلي المجموعتين.
- الأندية المتأهلة إلي الدور قبل النهائي تظهر بالخط العريض

### المجموعة أ
| م | الفريق  | لعب | ف | ت | خ | أ.له | أ.ع | أ.ف | نقاط | التأهل      |     | الهلال | الاتحاد | دجوليبا | أس فان |
| - | ------- | --- | - | - | - | ---- | --- | --- | ---- | ----------- | --- | ------ | ------- | ------- | ------ |
| 1 | الهلال  | 6   | 4 | 1 | 1 | 10   | 6   | +4  | 13   | ربع النهائي |     | —      | 2–0     | 2–1     | 4–2    |
| 2 | الاتحاد | 6   | 4 | 0 | 2 | 11   | 5   | +6  | 12   | ربع النهائي |     | 1–2    | —       | 2–0     | 4–0    |
| 3 | دجوليبا | 6   | 2 | 1 | 3 | 4    | 5   | −1  | 7    |             |     | 2–0    | 0–1     | —       | 1–0    |
| 4 | أس فان  | 6   | 0 | 2 | 4 | 3    | 12  | −9  | 2    |             | 0–0 | 1–3    | 0–0     | —       |        |

### المجموعة ب
| م | الفريق        | لعب | ف | ت | خ | أ.له | أ.ع | أ.ف | نقاط | التأهل      |     | الفتح | الصفاقسي | زاناكو | حرس |
| - | ------------- | --- | - | - | - | ---- | --- | --- | ---- | ----------- | --- | ----- | -------- | ------ | --- |
| 1 | الفتح الرباطي | 6   | 4 | 1 | 1 | 7    | 6   | +1  | 13   | ربع النهائي |     | —     | 2–1      | 1–0    | 1–0 |
| 2 | الصفاقسي      | 6   | 3 | 1 | 2 | 9    | 5   | +4  | 10   | ربع النهائي |     | 3–0   | —        |        | 3–1 |
| 3 | زاناكو        | 6   | 1 | 3 | 2 | 5    | 6   | −1  | 6    |             |     | 1–1   | 1–0      | —      | 1–1 |
| 4 | حرس الحدود    | 6   | 0 | 3 | 3 | 4    | 8   | −4  | 3    |             | 1–2 | 0–0   | 1–1      | —      |     |

## مرحلة خروج المغلوب

### نصف النهائي
| الصفاقسي      | 1 – 0 | الهلال |
| ------------- | ----- | ------ |
| كمال زعيم 36' | تقرير |        |

| الهلال          | 1 – 0 | الصفاقسي |
| --------------- | ----- | -------- |
| مدثر الطاهر 11' | تقرير |          |

1–1 في الإجمالي. فاز الصفاقسي بركلات الجزاء الترجيحية.
| الاتحاد                  | 1 – 2 | الفتح الرباطي                       |
| ------------------------ | ----- | ----------------------------------- |
| يونس الحسين الشيباني 89' | تقرير | هشام الفاتحي 18' · محمد بنشريفة 47' |

| الفتح الرباطي | 0 – 1 | الاتحاد        |
| ------------- | ----- | -------------- |
|               | تقرير | أحمد الزوي 33' |

2–2 في الإجمالي. فاز الفتح الرباطي بقانون أهداف خارج الديار.

### النهائي
| نادي الفتح الرياضي (المغرب) | 0 – 0 | النادي الرياضي الصفاقسي |
| --------------------------- | ----- | ----------------------- |
|                             | تقرير |                         |

| النادي الرياضي الصفاقسي           | 2 – 3 | نادي الفتح الرياضي (المغرب)                       |
| --------------------------------- | ----- | ------------------------------------------------- |
| Rouid 44' · كمال زعيم 49' (ركلة.) | تقرير | عبد الفتاح بوخريص 7' · رشيد روكي 75' · Zouidi 89' |

فاز الفتح الرباطي 3–2 في الإجمالي.

## البطل
| بطل الكأس الكونفدرالية لكرة القدم 2010     |
| ------------------------------------------ |
| قالب:بيانات بلد الفتح الرباطي للمرة الأولي |